# Надвипускні дані
Надвипускні дані — це частина вихідних відомостей, які повторюють дещо в іншій формі найважливішу редакційно-видавничу інформацію про конкретне видання, — повну назву, повну форму імені автора (авторів) чи упорядника, вид видання за цільовим призначенням, імена учасників редакційно-видавничого процесу за найголовнішими функціональними обов'язками: художнього, технічного редактора, художника, оператора комп'ютерного складання, верстальника, коректора. Тут же повідомляється про мову видання, якщо воно здійснене недержавною мовою.
Такі дані редактори та видавці ще називають передвипускними, бо вони вміщуються перед специфічною інформацією про випуск видання.
У практиці сучасного книговидання простежується спрощення в оформленні надвипускних даних. Тут помітний вплив західного книговидання, де цим елементам не надають такого важливого значення.
Надвипускні дані розміщуються у верхній половині прикінцевої сторінки видання.